# Таргайский Дом Отдыха (посёлок)
Тарга́йский Дом О́тдыха — посёлок в Новокузнецком районе Кемеровской области. Входит в состав Сосновского сельского поселения.

## География
Центральная часть населённого пункта расположена на высоте 308 м над уровнем моря.

## Население
| 2010 |
| ---- |
| 342  |

### Половой состав
По данным Всероссийской переписи населения 2010 года, в посёлке Таргайский Дом Отдыха проживало 342 человека (185 мужчин, 157 женщин).

## Инфраструктура
В посёлке расположен Таргайский дом отдыха, являющийся подразделением 7 клинической детской больницы Новокузнецка.